# Premaxil·la

Crani d'un espinosaure en el qual es pot apreciar la premaxil·la de color taronja

Les premaxil·les són un parell de petits ossos cranials situats a la punta de la mandíbula de molts animals, normalment contenen dents, però no sempre. Estan connectats al maxil·lar superior i als nasals.